# Ivan Kamenec
Ivan Kamenec (Nyitra, 1938. augusztus 27. –) szlovák történész, a Szlovák Tudományos Akadémia Történeti Intézetének vezető kutatója és a pozsonyi Comenius Egyetem Társadalom- és Gazdaságtudományi Karának külső előadója. Kutatása Szlovákia 20. századi politikai és kulturális történetére összpontosít, különös tekintettel a szlovák állam korszakára (1939–1945) és a holokauszt problematikájára Szlovákiában.
A Charta 77 Alapítvány elnöke, valamint a Pro Slovakia tudományi és tudományos alkotás programjának alelnöke.

## Életútja
Középiskolai végzettségét Nagytapolcsányban szerezte. 1961-ben elnyerte a diplomás történész titulust művészettörténeti szakon, a pozsonyi Comenius Egyetem bölcsészeti fakultásán. Diplomamunkájában a munkanélküliek mozgalmára koncentrált a nagy gazdasági világválság idején (a téma regionális meghatározásával). Később a Pozsonyi Szlovák Állami Központi Levéltárban, később a Szlovák Nemzeti Múzeumban és 1969 óta a Szlovák Tudományos Akadémia Történelmi Intézetében dolgozott. 1971-ben elnyerte a Tudományos jelölt titulus címét (CSc.).

## Kutatási és tudományos tevékenységei
1990 óta a Historický časopis (az SZTA történelemtudományi folyóirata) szerkesztőségének tagja, 1992-től a Soudobé dějiny tudományos folyóirat szerkesztőbizottsági tagja. 1992–2005 között a Szlovák Nemzeti Múzeum História című folyóirata szerkesztőbizottságának tagja is volt. 174 tanulmányt, esszét és szakmai cikket tett közzé hazai és külföldi tudományos folyóiratokban és antológiákban (2008-ig).
Ivan Kamenec hat könyvnek a szerzője, amelyek Közép-Európának a háborúk közötti időszakával és a második világháborúval foglalkoznak. Szakértői tanácsadóként 2004-ben együttműködött Dušan Hudec rendezővel a Szerelem a szomszédban című televíziós dokumentumfilm előkészítésében. A film a zsidóellenes pogromról szól, amelyre 1945. szeptember 24-én került sor Nagytapolcsányban.

## Oktatási tevékenysége
1988–1995 között külső előadó volt a pozsonyi Comenius Egyetem Bölcsészettudományi Karának szlovák történelem tanszékén, 1996–1997-ben a nyitrai Konstantin Filozófus Egyetemen, 1997–1998-ban a Nagyszombati Egyetem Bölcsészettudományi Karának Politikatudományi Tanszékén, 2006 óta a Comenius Egyetem Társadalom- és Gazdaságtudományi Karának oktatója.

## Díjak
1999-ben Egon Ervin Kisch Nemzetközi Irodalmi Díjjal, 2004-ben pedig a Szlovákiai Irodalmi Alap díjával tüntették ki. Az Év tudósa 2012-es díjat is elnyerte „magasan tájékozott szakmai tevékenységért és elkötelezettségért a szlovák közvélemény történelmi tudatosságának elmélyítésében”.

## Művei
- Začiatky marxistického historického myslenia na Slovensku (Bratislava, 1984)
- Na společné cestě. Česká a slovenská kultúra mezi dvěma válkami. Spoluautor: J. Harna (Praha, 1988)
- Po stopách tragédie (Archa, Bratislava, 1991)
- Malé dejiny česko-slovenských vzťahov. Spoluautor: Z. Fialová (Bratislava, 1996)
- Tragédia politika, kňaza a človeka: (Dr.Jozef Tiso 1887 – 1947). (Archa, Bratislava 1998, rozšírené vydanie Premedia, Bratislava, 2013)
- Hľadanie a blúdenie v dejinách (Kalligram, Bratislava, 2000)
- Slováci na slovanských zjazdoch, in: ed. Švorc, Harbuľová, Stredoslovenské národy na križovatke novodobých dejín 1848 – 1918 (Bratislava – Wien, 1999)
- Politický testament Ľudovíta Štúra? in: Mýty naše slovenské. Ed. Eduard Krekovič, Elena Mannová (Academic Electronic Press SAV, Bratislava, 2005)
- R. W. Seton-Watson’s Views of the Habsburg Monarchy, Ottoman Empire and Russia in: Great Britain and Central Europe 1867-1914 ed. Ewans – Kováč – Ivaničková (Veda, vydavateľstvo SAV Bratislava, 2002)
- Spoločnosť, politika, historiografia (Historický ústav SAV, Bratislava, 2009)

### Magyarul
- Trauma. Az első Szlovák Köztársaság, 1939-1945; ford. Húshegyi Dóra, Húshegyi Gábor; Aura, Bp., 1994
- Jozef Tiso. G. Kovács László és Ivan Kamenec tanulmánya; ford., jegyz. G. Kovács László, utószó Szarka László; Nap, Dunaszerdahely, 1997 (Arcképek kettős tükörben)

## Fordítás
- Ez a szócikk részben vagy egészben  az   Ivan Kamenec című szlovák Wikipédia-szócikk ezen változatának fordításán alapul.  Az eredeti cikk szerkesztőit annak laptörténete sorolja fel. Ez a jelzés csupán a megfogalmazás eredetét és a szerzői jogokat jelzi, nem szolgál a cikkben szereplő információk forrásmegjelöléseként.